# MOA-2008-BLG-310Lb
MOA-2008-BLG-310Lb es un planeta extrasolar que orbita la estrella de tipo K MOA-2008-BLG-310L, localizado a más de 20.000 añoz luz de distancia en la constelación de Scorpius. Este planeta tiene un 23% de la masa de Júpiter y un 77% de la de Saturno y orbita a 1,25 UA de su estrella. Este planeta fue descubierto mediante el método de microlente gravitacional el 4 de agosto de 2009. Como es habitual en los exoplanetas detectados por el método de microlente, el período orbital y la excentricidad no han sido determinados.

### Características

#### Masa y órbita
MOA-2009-BLG-387Lb es un gigante de gas, con una masa estimada 2,6 veces mayor que la de Júpiter y un radio de 1,75 veces la de Júpiter y una distancia media estimada de 0,01 UA de su estrella anfitriona. Tiene una temperatura de 2200 Kelvin. Tiene un período orbital de aproximadamente 18.4 horas. Aunque se estima la masa y la distancia media de MOA-2009-BLG-387Lb, los intervalos de confianza son muy grandes, lo que indica que hay una gran incertidumbre presente. Estas incertidumbres se deben en gran medida a los parámetros exactos de la estrella anfitriona que se desconocen.

#### Estrella anfitriona
El planeta es el único que se sabe que se encuentra en la órbita de la estrella MOA-2009-BLG-387L, que es una enana tipo M que tiene una masa de aproximadamente 0,19 veces la del Sol. La estrella está ubicada en un estimado de 5700 parsecs (18,591 años luz) de la Tierra. La estrella fue nombrada por el Microlensing Observations in Astrophysics, que vio la estrella como un evento de microlente gravitacional en 2009 y combinó los datos con la esperanza de descubrir un planeta.

### Descubrimiento
MOA-2009-BLG-387 fue un evento de microlente gravitacional detectado por la colaboración del Microlensing Observations in Astrophysics el 24 de julio de 2009, que busca y documenta el azar y las breves alineaciones de estrellas con otras estrellas u objetos; Tales alineaciones causan un efecto de lente gravitacional, que dobla la luz y causa imágenes distorsionadas, pero magnificadas, que pueden interpretarse. La detección de dos cáusticas se registraron durante los días siguientes por el Observatorio Astronómico de Sudáfrica, el Observatorio de Perth y el Observatorio de Canopus Hill en Tasmania, con una separación de aproximadamente siete días entre los eventos cáusticos.
El 7 de junio de 2010, mucho después de que el evento de microlentes se hubiera calmado, los equipos científicos que estudiaban la estrella usaron la instalación de óptica adaptativa NACO en el Very Large Telescope en Chile para determinar la magnitud aparente actual de la estrella que microlenteó su estrella de fondo, esperando compararlo con la magnitud de la estrella medida durante el evento de microlente. Se encontró una discrepancia, una discrepancia que pudo haber sido el resultado de un error o de un cuerpo planetario. La interpretación de las observaciones de seguimiento condujo a la confirmación del planeta. La relación entre la masa del planeta y la masa de su estrella anfitriona está bien restringida, pero existe un gran intervalo de incertidumbre porque la masa del anfitrión se conoce dentro de un gran intervalo de confianza que abarca la masa de todas las estrellas enanas rojas.
El descubrimiento del planeta MOA-2009-BLG-387Lb se publicó el 21 de febrero de 2011 en la revista Astronomy and Astrophysics del Observatorio Europeo Austral.